# Aristolochia apoloensis
Aristolochia apoloensis är en piprankeväxtart som beskrevs av Henry Hurd Rusby. Aristolochia apoloensis ingår i släktet piprankor, och familjen piprankeväxter. Inga underarter finns listade i Catalogue of Life.